# 梅林镇 (宁国市)
梅林镇，是中华人民共和国安徽省宣城市宁国市下辖的一个乡镇级行政单位。

## 行政区划
梅林镇下辖以下地区：
梅林社区、梅林村、田村、对山村、沙埠村、花园村、桥头村、七都汪村和阳山村。